# 495 f.Kr.

## Händelser

### Efter plats

#### Romerska republiken
- 15 maj – Ett Mercuriustempel invigs på Circus Maximus mellan kullarna Aventinen och Palatinen i Rom.

#### Kina
- Helü efterträds av sin son Fuchai som kung av Wu och denne härskar som Wus siste kung fram till 473 f.Kr.

### Efter ämne

#### Juridik
- Åtta år efter den persiske kungen Dareios I:s påbud slutförs nedskrivandet och kodifieringen av den egyptiska lagen. Det föreligger en version på det persiska hovets officiella språk, en på arameiska och en på folkspråket, skriven med demotisk skrift.

## Födda
- Perikles, atensk politiker (död 429 f.Kr.)

## Avlidna
- Pythagoras, grekisk filosof och matematiker (född cirka 580 f.Kr.)
- Lucius Tarquinius Superbus, det romerska kungarikets sjunde och siste kung (död detta eller föregående år)